# Frieda Szturmann
Frieda Szturmann (* 12. Juni 1897 in Torgelow, Kreis Uekermünde als Frieda Anna Maria Gloede; † 16. September 1963 in Berlin-Charlottenburg) versteckte als „Heimarbeiterin“ in Staaken bei Spandau die Jüdin Cecilie Rudnik vor der Gestapo und wurde dafür 2013 von der Holocaust-Gedenkstätte Yad Vashem als „Gerechte unter den Völkern“ geehrt.
Frieda Szturmann war eine langjährige Patientin und Vertraute des ägyptischen Arztes Mohammed Helmy, der als Medizinstudent nach Deutschland gekommen war und sich dort niedergelassen hatte. Als Helmy im März 1942 sehr kurzfristig jemanden suchte, der unauffällig seine jüdische Patientin Cecilie Rudnik, damals 67 Jahre alt, verstecken würde, wandte er sich an Frieda Szturmann. Sie riskierte dann jahrelang ihr Leben dafür, zunächst Cecilie Rudnik, später auch kurzzeitig deren Enkelin Anna Boros zu verstecken.
„Trotz der beengten Verhältnisse, trotz des Risikos, entdeckt zu werden und trotz der Lebensmittelknappheit zögerte sie nicht, Cecilie und ihre Enkelin aufzunehmen“, schrieb die israelische Botschaft zur Verleihung der Urkunde als „Gerechte unter den Völkern“, welche posthum an ihren Enkel Dieter Szturmann überreicht wurde.